# El niño (película)
El niño (en francés L'enfant) es una película dramática belga escrita y dirigida por los hermanos Dardenne. Su argumento, de temática social, gira en torno a la marginalidad, a la venta de un bebé y a los cambios que se producen en su padre a raíz de este hecho. Está protagonizada por Jérémie Renier y Déborah François.
El largometraje se estrenó el 17 de mayo de 2005, dentro de la sección a concurso del Festival de Cannes, donde ganó la Palma de Oro. Jean-Pierre y Luc Dardenne, quienes ya habían recibido este premio por Rosetta en 1999, entraban así en el reducido grupo de cineastas que han logrado dos veces el preciado galardón. Por otra parte, fue elegida por Bélgica como candidata a mejor película extranjera en la 78.ª edición de los Premios Óscar, aunque no consiguió superar la preselección y figurar entre las nominadas.

## Sinopsis
Bruno y Sonia son una joven pareja que vive en los suburbios de una ciudad belga. Sus ingresos se reducen a un subsidio que percibe ella y a lo que Bruno y los chicos de su banda ganan con sus robos. En esta precaria situación, Sonia da a luz a Jimmy, hijo de ambos. Su inmaduro y despreocupado padre muestra escaso interés por el niño hasta que recibe una oferta económica por su venta en el mercado negro. Después de venderlo, Sonia se pone muy mal y va a parar al hospital; el padre no se había dado cuenta de eso hasta que, al visitarla, ella lo demanda por haberlo vendido. Bruno decide recuperarlo, y devuelve el dinero, pero pasados unos días lo visitan unos hombres que le exigen el pago de una gran cantidad de dinero, que él les debe; acude a Sonia para reiniciar la relación, pero ella lo rechaza. Bruno recibe luego una paliza de manos de los hombres, quienes le exigen que pague. Desesperado, Bruno sigue cometiendo delitos hasta que es acorralado. En el ambiguo final, surge la posibilidad de redención.

## Producción

### Guion
Las primeras ideas para lo que luego se convertiría en el guion de L'Enfant surgieron mientras los hermanos Dardenne rodaban su largometraje anterior, El hijo. Estaban en Seraing, en la Rue du Molinay, y durante todo el día vieron una chica joven empujando un cochecito con un recién nacido dentro. No parecía dirigirse a ningún sitio en particular, solo iba de un lado a otro. Más tarde, pensaron a menudo en esa chica, el cochecito, el niño y el personaje que faltaba: el padre. La ausencia de esa figura se convirtió en algo importante en la historia.

### Rodaje
La película se rodó a lo largo de un periodo de 12 semanas en la ciudad belga de Seraing. 
Debido a que los hechos relatados transcurren en pocos días, fueron necesarios más de 20 bebés para conseguir que el niño que iba a aparecer luego en pantalla mantuviera la misma edad y peso durante todo el metraje: se utilizaron 23, aunque sólo 15 figuran en los créditos. En las escenas más peligrosas, fueron sustituidos por un bebé falso.

### Reparto
- Jérémie Renier: Bruno.
- Déborah François: Sonia.
- Jérémie Segard: Steve.
- Fabrizio Rongione: ladrón joven.
- Frédéric Bodson: ladrón mayor.
- Olivier Gourmet: oficial.
- Mireille Bailly: madre de Bruno.
- Samuel de Ryck: Thomas.
- Sophia Leboutte: inspectora.
- Léon Michaux: policía.

### Estreno
- Francia: 17 de mayo de 2005, Festival de Cannes.
- Bélgica: 14 de septiembre de 2005.
- España: 22 de octubre de 2005, Semana Internacional de Cine de Valladolid.
- México: 30 de abril de 2006, Muestra internacional de cine.
- Argentina: 4 de mayo de 2006.

## Premios y nominaciones
| Fecha             | Premio                                     | Categoría                                  | Receptor(es)                                                        | Resultado |
| ----------------- | ------------------------------------------ | ------------------------------------------ | ------------------------------------------------------------------- | --------- |
| Mayo de 2005      | Festival de Cannes                         | Palma de Oro                               | Jean-Pierre y Luc Dardenne                                          | Ganadora  |
| Diciembre de 2005 | Premios del Cine Europeo                   | Mejor película                             | Jean-Pierre y Luc Dardenne Denis Freyd                              | Nominada  |
| Diciembre de 2005 | Premios del Cine Europeo                   | Mejor actor                                | Jérémie Renier                                                      | Nominado  |
| Diciembre de 2006 | Premios del Cine Europeo                   | Premio de la audiencia a la mejor película | Jean-Pierre y Luc Dardenne                                          | Nominada  |
| Enero de 2006     | Premios Guldbagge                          | Mejor película extranjera                  | Jean-Pierre y Luc Dardenne                                          | Ganadora  |
| Febrero de 2006   | Prix Lumière                               | Mejor película francófona                  |                                                                     | Ganadora  |
| Febrero de 2006   | Premios César                              | Mejor película                             | Jean-Pierre y Luc Dardenne                                          | Nominada  |
| Febrero de 2006   | Premios César                              | Mejor director                             | Jean-Pierre y Luc Dardenne                                          | Nominados |
| Febrero de 2006   | Premios César                              | Mejor actriz revelación                    | Déborah François                                                    | Nominada  |
| Febrero de 2006   | Premios César                              | Mejor guion original                       | Jean-Pierre y Luc Dardenne                                          | Nominada  |
| Marzo de 2006     | Premios Joseph Plateau                     | Mejor película belga                       | Jean-Pierre y Luc Dardenne                                          | Ganadora  |
| Marzo de 2006     | Premios Joseph Plateau                     | Mejor director belga                       | Jean-Pierre y Luc Dardenne                                          | Ganadores |
| Marzo de 2006     | Premios Joseph Plateau                     | Mejor actor belga                          | Jérémie Renier                                                      | Ganador   |
| Marzo de 2006     | Premios Joseph Plateau                     | Mejor actriz belga                         | Déborah François                                                    | Ganadora  |
| Marzo de 2006     | Premios Joseph Plateau                     | Mejor guion                                | Jean-Pierre y Luc Dardenne                                          | Ganadora  |
| Abril de 2006     | Premios David de Donatello                 | Mejor película de la Unión Europea         | Jean-Pierre y Luc Dardenne                                          | Nominada  |
| Agosto de 2006    | Festival Internacional de Cine de Valdivia | Mejor película                             | Jean-Pierre y Luc Dardenne                                          | Ganadora  |
| Diciembre de 2006 | Asociación de Críticos de Cine de Toronto  | Mejor película extranjera                  |                                                                     | Ganadora  |
| Diciembre de 2006 | Asociación de Críticos de Cine de Toronto  | Mejor director                             | Jean-Pierre y Luc Dardenne (junto con Stephen Frears por The Queen) | Ganadores |
| Enero de 2007     | Online Film Critics Society                | Mejor película extranjera                  |                                                                     | Nominada  |
| Febrero de 2007   | London Critics Circle Film                 | Mejor película extranjera del año          |                                                                     | Nominada  |
| Febrero de 2007   | Premios Bodil                              | Mejor película no americana                | Jean-Pierre y Luc Dardenne                                          | Nominada  |
| Julio de 2007     | Premios Cóndor de Plata                    | Mejor película extranjera                  | Jean-Pierre y Luc Dardenne                                          | Nominada  |